# The Hype
The Hype é um romance gráfico de Marcel Ibaldo e Max Andrade. o livro, desenhado em estilo mangá, conta a história de Mauro, um professor de curso pré-vestibular que precisa lidar com um evento inesperado que afeta sua situação financeira e profissional. Foi lançado de forma independente em 2016 após ser financiado pela plataforma de financiamento coletivo Catarse. No ano seguinte, ganhou o 29º Troféu HQ Mix na categoria "melhor publicação independente edição única".